# 科雷特維納山
48°33′04.7″N 23°56′25.6″E / 48.551306°N 23.940444°E

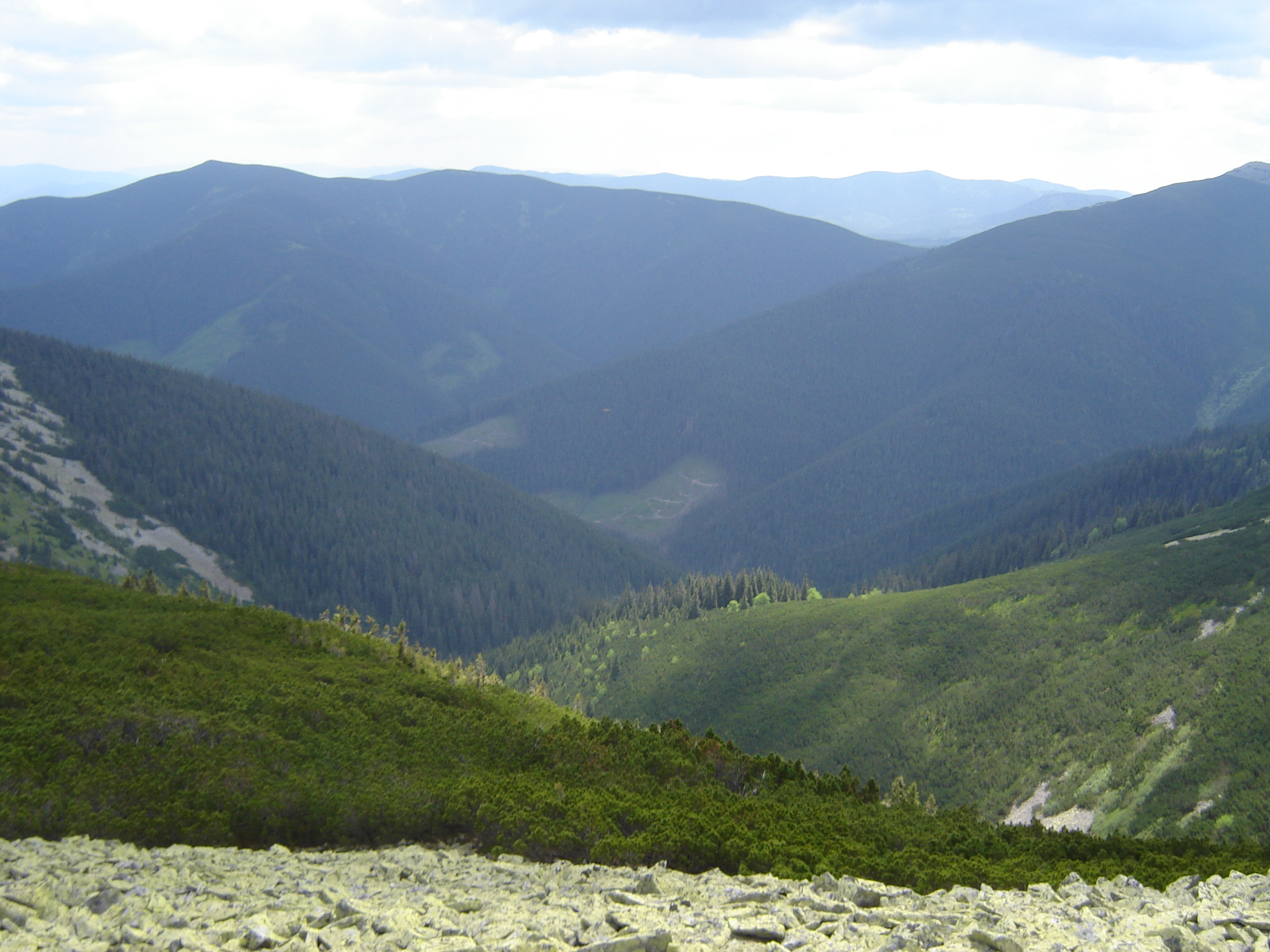

科雷特維納山（羅馬化：Koretvyna）是烏克蘭西部的山峰，屬於烏克蘭喀爾巴阡山脈中戈爾加內山脈的一部分。該山峰處於伊萬諾-弗蘭科夫斯克州的卡盧什區，海拔高度1,671米。